# Tiszyno (obwód kurski)
Tiszyno (ros. Тишино) – wieś (dieriewnia) w Rosji, w obwodzie kurskim, w rejonie zołotuchińskim. W 2010 liczyła 230 mieszkańców.